# كهف نينو
كهف نينو هو كهف يقع في غودش، مالطا . تم اكتشاف من قِبَل جوزيف رابا في عام 1888 أثناء حفر بئر تحت منزل خاص. يتكون من الحجر الجيري المرجاني العلوي. ولديه العديد من الهوابط والصواعد الطبيعية.
يتم الدخول إلى الكهف من خلال الهبوط 4 أمتار أسفل سلم حلزوني ينتهي في غرفة كبيرة تبلغ مساحتها حوالي 20 مترًا في 8 أمتار. كهف نينو مضاء بالأضواء الكهربائية، وهو مفتوح على مدار السنة.